# Bulo de la adquisición de Microsoft
La noticia de la adquisición de Microsoft es un bulo o hoax lanzado por Associated Press en 1994, en esta noticia contaban que la compañía de tecnología Microsoft había adquirido la Iglesia Católica. Este es considerado por varios internautas como el primer hoax de Internet en llegar a un público tan masivo.
El bulo entra en un ciclo de varios "chistes de Microsoft" en el cual se intentaba ver a la compañía como un monopolio malévolo de software de computación inflado y poco confiable, esto por las varias adquisiciones corporativas que la empresa hacia muy comúnmente. Este tema, a pesar de que tuvo varios libros sobre el tema su circulación fue más popular gracias a los memes de Internet.

## Lanzamiento
El bulo consistió en un comunicado de prensa que circuló por Internet en 1994. Este afirmaba que Microsoft "adquirirá la Iglesia Católica debido a un número no especificado de acciones ordinarias de Microsoft", y que la compañía "esperaba un gran crecimiento en el mercado religioso durante los próximos diez años... los recursos de Microsoft y la Iglesia Católica combinados permitirá facilitar la religión y hacerla más divertida y con una gama más amplia de personas".
La mayoría de las afirmaciones del comunicado eran poco realistas y en algunos casos absurdas, como por ejemplo, que los católicos recibirían la Eucaristía a través de sus computadoras y que la conversión al catolicismo iba a "mejorar en varios aspectos". A pesar de que había varias señales de advertencia la gente contacto con Microsoft para confirmar si la adquisición iba a ser realizada, y para el 16 de diciembre de 1994, Microsoft lanzó otro comunicado desmintiendo el engaño.

### Secuelas
Ante el comunicado de Associated Press varias agencias de noticias y/o personas crear sus propios bulos, los más populares de todos fueron que IBM iba a adquirir la Iglesia Episcopal, y que la cadena de televisión italiana RAI, ante el bulo anterior añadió que "Microsoft añadiría un servicio en línea llamado Microsoft Divine Network".
Un meme de internet llamado "Microsoft Acquires" decía que Microsoft había adquirido el gobierno de los Estados Unidos de América. Según el comunicado se afirmaba que "los ciudadanos de Estados Unidos se les cobrará impuestos más bajos, aumento en los servicios gubernamentales, descuentos en todos los productos de Microsoft y el arresto de todos los funcionarios ejecutivos de Sun Microsystems y Netscape.